# Даниил (Троицкий)
Архиепископ Даниил (в миру Дмитрий Алексеевич Троицкий; 6 [18] октября 1887, Липицы, Тульская губерния — 17 марта 1934, Брянск, Западная область) — епископ Русской православной церкви, архиепископ Брянский, родной брат священномученика архиепископа Верейского Илариона.

## Биография

### Образование и монашество
Димитрий Троицкий родился 6 (18) октября 1887 года в семье священноцерковнослужителя села Липицы Липицкой волости Каширского уезда Тульской губернии (ныне село входит в городской округ Серпухов Московской области).
Окончил Тульское Духовное Училище и, в 1909 году, Тульскую духовную семинарию.
В 1913 году окончил Санкт-Петербургскую духовную академию со степенью кандидата богословия. В том же году окончил Императорский Санкт-Петербургский археологический институт.
С 16 (29) августа 1913 года — преподаватель Холмской духовной семинарии (город Холм Холмской губернии).
28 сентября 1913 пострижен в монашество, с 29 сентября 1913 иеродиакон ; 1 октября 1913 рукоположён в иеромонаха.
С 26 августа (8 сентября) 1914 года — преподаватель по кафедре Священного Писания Тульской духовной семинарии.
С 28 октября (10 ноября) 1917 года — настоятель Болховского Троицкого Оптина монастыря Орловской епархии. Одновременно являлся председателем Болховского Макарьевского отделения Орловского Церковного историко-археологического общества.
12 (25) апреля 1918 года возведен в сан архимандрита.

### Архиерей
17 (30) апреля 1921, в Великую Субботу, архимандрит Даниил был хиротонисан во епископа Елецкого, викария Орловской епархии.
С 14 сентября 1921 года — епископ Болховский, викарий Орловской епархии.
Во время проповедей критиковал новую власть: «Все забыли праведное учение и стали верить в какую-то кучку людей, не понимающих самих себя…». Был арестован 2 ноября 1921 года в Болхове за антисоветскую агитацию и председательствование в нелегально существующем с 1918 по 1921 г. в г. Орле церковном историко-археологическом обществе. 8 апреля 1922 года освобождён под подписку о невыезде из пределов Болховского и Мценского уездов.
17 мая 1922 года, ввиду ареста Епископа Серафима, духовенство Орловской епархии обратилось к епископу Даниилу с прошением принять управление епархией. Епископ боролся с обновленчеством.
28 октября 1922 года был вновь арестован в Болхове за контрреволюционную агитацию и нелегальное существование церковного историко-археологического общества. Президиум Орловского ОГПУ СССР 15 ноября 1922 года приговорил к 2 годам высылки в Хиву. Отбывал ссылку в городе Пенджикенте.
Его антиобновленческая деятельность имела успех. В марте 1923 года Орловский губисполком отмечал, что «лишь в г. Ельце и Болхове большинство духовенства держится за старую церковь благодаря агитации епископов Даниила… и Николая».
Будучи ссыльным, вместе с епископом Василием (Зуммером) участвовал в тайной архиерейской хиротонии владыки Луки (Войно-Ясенецкого).
После освобождения из ссылки проживал в Москве.
Подписал письмо 25 архиереев от 2 апреля 1926 года в поддержку канонических мер прещений, предпринятых Заместителем Патриаршего Местоблюстителя Митрополитом Сергием против организаторов григорианского раскола.
С апреля по сентябрь 1926 года находился в заключении в Бутырской тюрьме в Москве, после чего был выслан в Кинешму.
С декабря 1927 года — епископ Шадринский, викарий Свердловской епархии. В должность, видимо, не вступил.
С 24 мая 1928 года — епископ Рославльский, викарий Смоленской епархии.
«За агитацию против колхозов» был арестован и выслан в Архангельскую губернию.
С августа 1931 года — епископ Орловский.
С декабря 1931 года — епископ Брянский и Севский.
Запомнился жителям Брянска своими пламенными проповедями, а также тем, что при нём были обретены и вновь погребены под алтарем Введенского храма мощи святого князя Олега Романовича Брянского. Сделано это было «во избежание поругания от безбожных властей».
3 января 1934 года возведён в сан архиепископа.
Архиепископ Даниил скончался от тифа 17 марта 1934 года в городе Брянске Западной области (ныне административный центр Брянской области), — сказалось подорванное в последней, северной ссылке здоровье.
Архиепископ Даниил был погребён на небольшом кладбище в Володарском районе города Брянска. В 1950-х годах кладбище было ликвидировано, на его месте устроили двор жилого дома. Перезахоронить останки Даниила никто в то время не решился.
26 ноября 2002 года реабилитирован Прокуратурой Орловской области по делу 1922 года.

## Вопрос о канонизации
В 2005 году в Брянской епархии завершила свою работу комиссия по канонизации архиепископа Даниила. После изучения архивных документов церковные власти признали, что архиепископ пострадал за веру, то есть имеется возможность для его причисления к лику святых как исповедника. Решение этого вопроса остаётся за Священным Синодом.

## Награды
- Право ношения набедренника, 1915 год
- Право ношения наперсного креста, 1916 год

## Семья
- Отец — Алексей Петрович Троицкий (17.2.1863—25.2.1917), сын священника и сам сельский священник;
- Мать — Варвара Васильевна Троицкая (ок. 1866—1898), дочь священника;
- Брат — Владимир, в монашестве Иларион (13.9.1886—28.12.1929), архиепископ, причислен к лику святых;
- Брат — Алексей (24.3.1891—23.9.1937), священник в родном селе Липицы, расстрелян на Бутовском полигоне;
- Сёстры — Ольга (27.05.1897–25.10.1967) и София (17.03.1889–02.1916).